# Апсірт
Апсі́рт (грец. Apsyrtos) — син колхідського владаря Еета і його другої дружини Ідії, брат Медеї. Коли Медея з аргонавтами втекла з Колхіди, Еет послав у погоню Апсірта й той захопив «Арго» в гирлі Дунаю. Аргонавти погодилися висадити на найближчому острові Медею, а місцевий цар мав розсудити справу й вирішити, чи Медея повернеться додому, чи поїде з Ясоном до Греції. Медея написала листа до брата, скаржачись, що аргонавти викрали її. Та коли вночі Апсірт прийшов до корабля, Ясон убив його, а тіло розірвав на шматки. Потім аргонавти напали на колхідців і розгромили їх. 

Варіант: тікаючи з аргонавтами, Медея взяла з собою Апсірта. Щоб урятуватися від погоні, вона вбила брата й порозкидала шматки його тіла по морю. Вбитий горем Еет змушений був припинити погоню, щоб зібрати синове тіло й поховати його. Ім'я Апсірта і розкидані по морю шматки його тіла є, очевидно, місцевою видозміною міфа про Орфея, якого роздерли менади.